# Argyrolepidia capiens
Argyrolepidia capiens là một loài bướm đêm trong họ Noctuidae.